# Lista över biskopar i Linköpings stift
Detta är en lista över biskopar i Linköpings stift. Stiftets huvudkyrka är Linköpings domkyrka.

## Biskopar före reformationen
- Herbert?
- Rikard?
- 1139–1160-talet: Gisle (Gislo)
- 1170–1171: Stenar
- 1187–1195/96: Kol
- 1200-talet: Johannes
- 1216–1220: Karl Magnusson (Bjälboätten)
- 1220–1236: Bengt Magnusson (Bjälboätten)
- 1236–1258: Lars (Laurentius)
- 1258–1283: Henrik (Henricus)
- 1285–1286: Bo (Boetius, Bowe)
- 1286–1291: Bengt Birgersson (Bjälboätten)
- 1292–1307: Lars Albrektsson (Laurentius)
- 1307–1338: Karl
- 1338: Nils
- 1342–1351: Petrus Tyrgilli (Torkilsson)
- 1352–1372: Nils Markusson (Nicolaus Marci)
- 1373–1374: Gottskalk Falkdal (Gottschalcus)
- 1375–1391: Nils Hermansson, (Nicolaus Hermanni)
- 1391–1436: Knut Bosson (Natt och Dag) (Canutus Boetii)
- 1436–1440: Bengt Larsson (Benedictus Laurenti)
- 1441–1458: Nils König (Nicolas Kenicius)
- 1459–1465: Kettil Karlsson (Vasa) (Catillus Vase)
- 1465–1500: Henrik Tidemansson (Henricus Tidemanni)
- 1501–1512: Hemming Olofsson Gadh (Hemmingus Gadde de Hosmis)
- 1512–1517: Jacob Arborensis
- 1513–1527: Hans Brask

## Biskopar under och efter reformationen

### 1500-talet
- 1529–1540: Johannes Magni
- 1543–1558: Nicolaus Canuti
- 1558–1569: Erik Falk
- 1569–1580: Mårten Gestricius
- 1580: Petrus Michaelis Ostrogothus
- 1583–1587: Petrus Caroli
- 1589–1606: Petrus Benedicti

### 1600-talet
- 1606–1630: Jonas Kylander
- 1631–1635: Johannes Botvidi
- 1637–1644: Jonas Petri Gothus
- 1645–1655: Andreas Johannis Prytz
- 1655–1670: Samuel Enander
- 1671–1678: Johannes Terserus (Jöns Elofzson)
- 1678–1681: Olov Svebilius
- 1681–1691: Magnus Johannis Pontin
- 1692–1711: Haquin Spegel

### 1700-talet
- 1711–1716: Jacob Lang
- 1716–1729: Torsten Rudeen
- 1730: Jöns Steuchius
- 1731–1742: Erik Benzelius d.y.
- 1743–1761: Andreas Olavi Rhyzelius
- 1761–1780: Petrus Filenius
- 1780–1786: Uno von Troil
- 1786–1805: Jacob Axelsson Lindblom

### 1800-talet
- 1805–1808: Magnus Lehnberg
- 1809–1819: Carl von Rosenstein
- 1819–1833: Marcus Wallenberg
- 1833–1861: Johan Jacob Hedrén
- 1861–1884: Ebbe Gustaf Bring
- 1884–1893: Carl Alfred Cornelius
- 1893–1906: Carl Wilhelm Charleville

### 1900-talet
| Bild | Namn            | Period    | Anmärkning           |
| ---- | --------------- | --------- | -------------------- |
|      | Otto Ahnfelt    | 1907–1910 |                      |
|      | John Personne   | 1910–1926 |                      |
|      | Erik Aurelius   | 1927–1935 |                      |
|      | Tor Andrae      | 1936–1947 |                      |
|      | Torsten Ysander | 1947–1959 |                      |
|      | Ragnar Askmark  | 1959–1980 |                      |
|      | Martin Lönnebo  | 1980–1995 | Valspråk: O altitudo |

### 2000-talet
| Bild | Namn             | Period    | Anmärkning                                |
| ---- | ---------------- | --------- | ----------------------------------------- |
|      | Martin Lind      | 1995–2011 | Valspråk: Deus Miseretur                  |
|      | Martin Modéus    | 2011–2022 | Valspråk: Levande tillsammans med Kristus |
|      | Marika Markovits | 2023–     | Valspråk: Fatta mod, ge världen liv.      |